# Anthrenoides atriventris
Anthrenoides atriventris är en biart som först beskrevs av Carlos Schrottky 1907.  Anthrenoides atriventris ingår i släktet Anthrenoides och familjen grävbin. Inga underarter finns listade i Catalogue of Life.